# Tiha Bârgăului
Tiha Bârgăului é uma comuna romena localizada no distrito de Bistrița-Năsăud, na região histórica da Transilvânia. A comuna possui uma área de 190.00 km² e sua população era de 6390 habitantes segundo o censo de 2007.